# Josef Zieris
Josef Zieris (4. ledna 1911, Pardubice - 23. dubna 2003, Pardubice) byl český matematik a vysokoškolský profesor.

## Život
Josef Zieris absolvoval střední školu v roce 1929, a poté nastoupil na Přírodovědeckou fakultu Univerzity Karlovy v Praze a začal studovat matematiku a fyziku. Po úspěšném dokončení studia začal svou učitelskou dráhu na měšťanské škole v Holicích. V dalších letech vystřídal ještě několik středních škol a ústavů, kde přednášel. V roce 1953 nastoupil jako odborný asistent na Vysokou školu chemicko-technologickou v Pardubicích, kde se posléze stal vedoucím katedry matematiky. V roce 1959 přešel na nově zřízený Pedagogický institut v Pardubicích a byl zde jmenován vedoucím katedry přírodních věd. Po jeho zrušení pracoval na Elektrotechnické fakultě ČVUT v konzultačním středisku dálkového studia ČVUT v Pardubicích.

## Dílo
Knižně vyšlo:
- cvičebnice Sbírka příkladů z vyšší matematiky pro posluchače Vysoké školy chemicko-technologické (spoluautor, SNTL 1956)
- Elektrický proud, jeho zdroje a měření (Přírodovědecké nakladatelství, 1950)

Je též autorem několika článků týkajících se některých problémů matematiky.